# Jan Lintner
Jan Lintner (16. května 1909 Soběslav – 28. září 1977 Lžín) byl český archivář, genealog, muzejník a historik.

## Život
Narodil se 16. května roku 1909 v jihočeském městě Soběslav, kde vyrůstal a žil. Svůj život strávil mapováním a zkoumáním historie celého Soběslavi a blízkého okolí. V roce 1941 vydal knihu Soběslav: 1390-1940.
Jan Lintner zemřel 28. září 1977 ve Lžíně.